# Tętniak serca

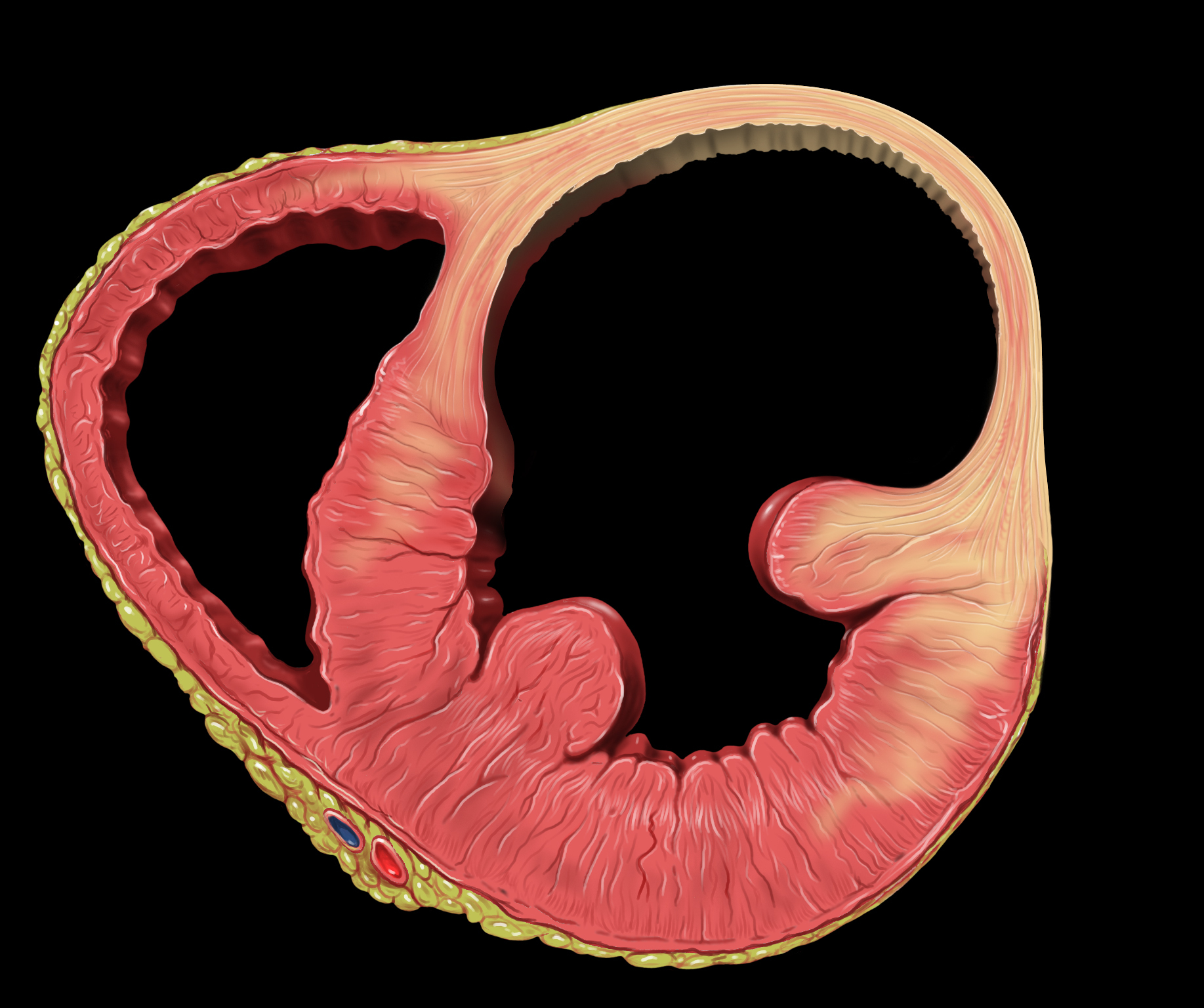
Przekrój serca uwidaczniający tętniaka lewej komory

Tętniak serca – uwypuklenie ściany serca, zmienionej bliznowato najczęściej w wyniku zawału. Blizna zawałowa nie ma zdolności kurczenia się. Podczas pracy serca obszar blizny ulega rozciąganiu, co doprowadza do patologii ściany serca, a w konsekwencji do tętniaka. 
Tętniaki serca dzieli się na prawdziwe, tj. zbudowane z wsierdzia, mięśnia sercowego i osierdzia (wszystkie trzy warstwy tworzące ścianę serca), oraz rzekome, występujące częściej, zwykle zbudowane z nasierdzia i osierdzia. Różnicowanie pomiędzy nimi jest trudne ze względu na podobieństwa w obrazowaniu.